# (15606) Winer
(15606) Winer (2000 GU122) – planetoida z grupy pasa głównego asteroid okrążająca Słońce w ciągu 3,22 lat w średniej odległości 2,18 j.a. Odkryta 11 kwietnia 2000 roku.